# Vessioli (Mostovskoi)
Vessioli - Весёлый (rus) és un khútor pertanyent al possiólok de Mostovskoi (krai de Krasnodar, Rússia). Es troba a la vora dreta del riu Khodz, afluent del Labà, de la conca del riu Kuban. És a 5 km al sud-oest de Mostovskoi i a 156 km al sud-est de Krasnodar.